# Spessartin
Spessartin, auch als Mangan-Tonerdegranat bezeichnet, ist ein häufig vorkommendes Mineral aus der Gruppe der Granate innerhalb der Mineralklasse der „Silikate und Germanate“. Er kristallisiert im kubischen Kristallsystem mit der Endgliedzusammensetzung Mn3Al2[SiO4]3, ist also chemisch gesehen ein Mangan-Aluminium-Silikat, das strukturell zu den Inselsilikaten gehört.
Spessartin ist das Mangan-Analogon zu Almandin (Fe3Al2[SiO4]3) und Pyrop (Mg3Al2[SiO4]3) und bildet mit diesen eine Mischkristallreihe, die sogenannte „Pyralspit-Reihe“. Da Spessartin auch mit den weiteren Granat-Mineralen Andradit (Ca3Fe23+[SiO4]3), Calderit (Mn3Fe23+[SiO4]3) und Grossular (Ca3Al2[SiO4]3) Mischkristalle bildet, zeigt Spessartin ein entsprechend weites Spektrum der Zusammensetzung mit je nach Bildungsbedingungen mehr oder weniger großen Anteilen von Eisen, Magnesium und Calcium.
Das Mineral ist durchsichtig bis durchscheinend und entwickelt typischerweise Rhombendodekaeder oder häufiger Ikositetraeder sowie Kombinationen dieser Kristallformen, die fast kugelig wirken und bis zu 10 Zentimeter Durchmesser erreichen können. Daneben tritt er auch in derben bzw. massigen Aggregaten auf. Die Farbe von Spessartin variiert meist zwischen Orange und Gelb, kann aber auch Braunrot über Dunkelrot bis Schwarz sein.

## Etymologie und Geschichte
Entdeckt wurde das Mineral von Dmitri Alexejewitsch Golizyn. Er schickte eine Probe an Martin Heinrich Klaproth, der seine chemische Analyse des granatförmigen Braunsteinerzes zusammen mit einer Beschreibung durch den Oberbergrat Dietrich Ludwig Gustav Karsten 1797 publizierte. Benannt wurde Spessartin 1832 durch François Sulpice Beudant nach dem Spessart, da in diesem Mittelgebirge mit dem Stengerts nahe Aschaffenburg einer der historisch bedeutendsten Fundorte für Spessartin lag.
Als Typlokalität gilt der Sommer’sche Steinbruch am Wendelberg nahe Haibach im unterfränkischen Landkreis Aschaffenburg. Der seit 1985 nicht mehr angefahrene, aber aufgelassene Steinbruch und das umgebende Gebiet ist als Naturdenkmal aus botanischen Gründen geschützt. Das Sammeln ist dort entsprechend nur mit Ausnahmegenehmigung zu Exkursions-, Forschungs- und Lehrzwecken erlaubt.
Die Kristallstruktur klärte Georg Menzer 1929 auf.

## Klassifikation
Die strukturelle Klassifikation der International Mineralogical Association (IMA) zählt den Spessartin zur Granat-Obergruppe, wo er zusammen mit Almandin, Andradit, Calderit, Eringait, Goldmanit, Grossular, Knorringit, Morimotoit, Majorit, Menzerit-(Y), Momoiit, Rubinit, Pyrop und Uwarowit die Granatgruppe mit 12 positiven Ladungen auf der tetraedrisch koordinierten Gitterposition bildet.
In der mittlerweile veralteten, aber noch gebräuchlichen 8. Auflage der Mineralsystematik nach Strunz gehörte der Spessartin zur Abteilung der „Inselsilikate (Nesosilikate)“, wo er zusammen mit Almandin, Andradit, Calderit, Goldmanit, Grossular, Henritermierit, Hibschit, Holtstamit, Hydrougrandit, Katoit, Kimzeyit, Knorringit, Majorit, Morimotoit, Pyrop, Schorlomit, Uwarowit, Wadalit und Yamatoit (diskreditiert, da identisch mit Momoiit) die „Granatgruppe“ mit der System-Nr. VIII/A.08 bildete.
Die seit 2001 gültige und von der International Mineralogical Association (IMA) verwendete 9. Auflage der Strunz’schen Mineralsystematik ordnet den Spessartin ebenfalls in die Abteilung der „Inselsilikate (Nesosilikate)“ ein. Diese ist weiter unterteilt nach der möglichen Anwesenheit weiterer Anionen und der Koordination der beteiligten Kationen, so dass das Mineral entsprechend seiner Zusammensetzung in der Unterabteilung „Inselsilikate ohne weitere Anionen; Kationen in oktahedraler [6] und gewöhnlich größerer Koordination“ zu finden ist, wo es zusammen mit Almandin, Andradit, Calderit, Goldmanit, Grossular, Henritermierit, Holtstamit, Katoit, Kimzeyit, Knorringit, Majorit, Morimotoit, Pyrop, Schorlomit und Uwarowit die „Granatgruppe“ mit der System-Nr. 9.AD.25 bildet. Ebenfalls zu dieser Gruppe gezählt wurden die mittlerweile nicht mehr als Mineral angesehenen Granatverbindungen Blythit, Hibschit, Hydroandradit und Skiagit. Wadalit, damals noch bei den Granaten eingruppiert, erwies sich als strukturell unterschiedlich und wird heute mit Chlormayenit und Fluormayenit einer eigenen Gruppe zugeordnet. Die nach 2001 beschriebenen Granate Irinarassit, Hutcheonit, Kerimasit, Toturit, Menzerit-(Y) und Eringait wären hingegen in die Granatgruppe einsortiert worden.
Auch die vorwiegend im englischen Sprachraum gebräuchliche Systematik der Minerale nach Dana ordnet den Spessartin in die Abteilung der „Inselsilikatminerale“ ein. Hier ist er zusammen mit Pyrop, Almandin, Knorringit, Majorit und Calderit in der „Granatgruppe (Pyralspit-Reihe)“ mit der System-Nr. 51.04.03a innerhalb der Unterabteilung „Inselsilikate: SiO4-Gruppen nur mit Kationen in [6] und >[6]-Koordination“ zu finden.

## Zusammensetzung
Spessartin mit der Endgliedzusammensetzung [X]Mn2+3[Y]Al3+[Z]Si3O12 ist das Mangan-Analog von Pyrop ([X]Mg2+3[Y]Al[Z]Si3O12) und kommt in der Natur meistens als Mischkristall vorwiegend mit Almandin vor. Auch mit den übrigen Aluminiumgranaten besteht, zumindest bei geologisch relevanten Temperaturen, unbegrenzte Mischbarkeit, entsprechend den Austauschreaktionen
- [X]Mn2+ = [X]Mg2+ (Pyrop)[18]
- [X]Mn2+ = [X]Fe2+ (Almandin)[19][20]
- [X]Mn2+ = [X]Ca2+ (Grossular)[19][18][21]

Auf der oktaedrisch koordinierten Y-Position kann Al3+ ersetzt werden durch Fe3+, entsprechend der Austauschreaktion
- [Y]Al3+ = [Y]Fe3+ (Andradit/Calderit)[22][23][24]

In Hochdruckgesteinen der Westalpen treten calderitreiche und spessartinreiche Granate nebeneinander auf, was auf eine Mischungslücke bei 40–65 mol-% Calderit hindeutet.
Spessartin kann signifikante Mengen Fluor (F−) und Wasserstoff (als OH−) enthalten. Der Ladungsausgleich erfolgt durch Leerstellen auf der Siliciumposition entsprechend den Austauschreaktionen
- [Z]Si4+ + O2−4 = [Z]□ + F−4
- [Z]Si4+ + O2−4 = [Z]□ + (OH)−4

Bei der Metamorphose von Peliten bilden sich zunächst spessartin- und grossularreiche Almandine, die den Kern der zonierten Granate ausmachen. Bei zunehmender Metamorphose, d. h. steigender Temperatur und Druck, werden die Granate almandin- und pyropreicher. Spessartinreiche Ränder hingegen deuten auf ein Granatwachstum bei absteigender Metamorphose und niedrigen Temperaturen hin. Die Korrelation der Gehalte an Eisen, Mangan und Magnesium erlaubt Rückschlüsse auf die Mineralreaktion, über die Granat bei der Metamorphose gebildet worden ist.

## Kristallstruktur
Spessartin kristallisiert mit kubischer Symmetrie in der Raumgruppe Ia3d (Raumgruppen-Nr. 230) sowie 8 Formeleinheiten pro Elementarzelle. Es gibt zahlreiche Bestimmungen für die Kantenlänge der kubischen Elementarzelle sowohl natürlicher Mischkristalle wie auch synthetischer Spessartine. Für das reine Spessartinendglied wird der Gitterparameter z. B. mit a = 11.621 Å oder a = 11.6155 Å angegeben.
Die Struktur ist die von Granat. Mangan (Mn2+) besetzt die dodekaedrisch von 8 Sauerstoffionen umgebenen X-Positionen, Aluminium (Al3+) die oktaedrisch von 6 Sauerstoffionen umgebene Y-Position und die tetraedrisch von 4 Sauerstoffionen umgebenen Z-Position ist ausschließlich mit Silicium (Si4+) besetzt.
Wie bei vielen natürlichen Aluminiumgranaten wurde auch bei flourhaltigen Spessartin aus der Henderson Molybdänit-Lagerstätte in Clear Creek County, Colorado, Doppelbrechung beobachtet. Die Ursache dieser optischen Anisotropie ist bislang nicht endgültig geklärt. Es konnten keine belastbaren Hinweise auf eine Symmetrieerniedrigung und Ordnung von Kationen gefunden werden. Als Ursache der Doppelbrechung bleiben Gitterspannungen (Spannungsdoppelbrechung), auch wenn eine teilweise geordnete Verteilung von Kationen oder Anionen (O, OH, F) nicht endgültig ausgeschlossen werden kann. Andererseits wurde bei noch (OH,F)-reichenen Spessartin aus der Wushan Spessartin Mine in Yunxiao, Province Fujian, China tetragonale Symmetrie mit geordneter Verteilung der Leerstellen auf den Tetraederpositionen beobachtet.

## Varietäten und Modifikationen

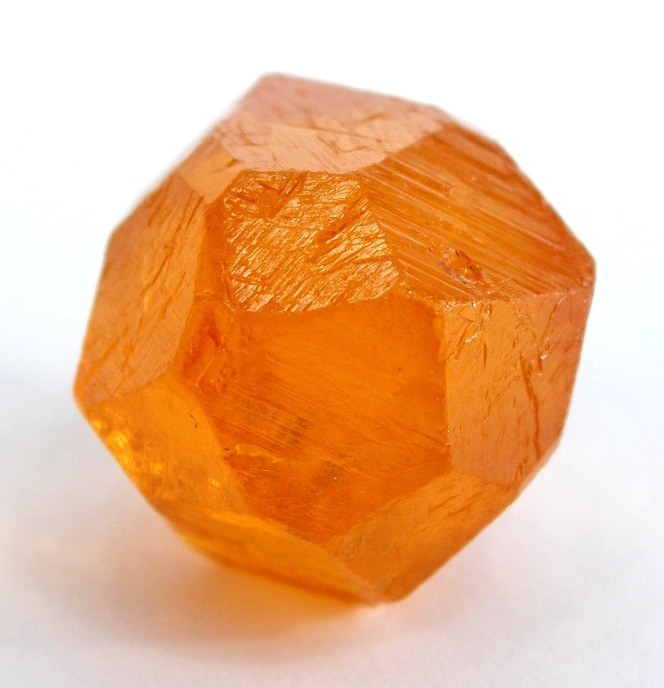
Perfekter Spessartin-Ikositetraeder aus Nani, Loliondo, Arusha, Tansania

- Als Mandarin-Granat oder auch Kunene-Spessartin wird eine leuchtend orangefarbene Varietät von Spessartin vom Marienfluss, einem Nebenfluss des Kunene in Namibia bezeichnet.[28]
- Umbalith ist ein nach dem Umba-Tal in Tansania benannter, orangefarbener Spessartin-Mischkristall mit Anteilen von Almandin, Grossular und Pyrop. Gelegentlich vorkommende, zusätzliche Fremdbeimengungen von Vanadium und Chrom können einen als Alexandrit-Effekt bekannten Farbwechsel von Blaugrün nach Purpur verursachen.[28]
- Spandit ist eine historische, nicht mehr gebräuchliche Bezeichnung für einen Spessartin-Andradit-Mischkristall. Der Name wurde 1909 von Lewis Leigh Fermor (1880–1954) vorgeschlagen, setzte sich jedoch nicht durch.[28]

Spessartit (nach H. Rosenbusch, 1896) ist dagegen kein Synonym für Spessartin, wie gelegentlich fälschlich zu lesen, sondern ein zu den Lamprophyren gehörendes, magmatisches Ganggestein der Kersantit-Spessartit-Reihe von dunkelgrauer bis schwarzer Farbe.

## Bildung und Fundorte
Spessartin bildet sich als Nebengemengteil in manganreichen Graniten und Granit-Pegmatiten. Er kann aber auch durch Regionalmetamorphose in manganreichen Sedimenten wie beispielsweise in den „Wetzschiefern“ der Ardennen entstehen. Als Begleitminerale treten unter anderem Albit und andere Alkalifeldspate, Alleghanyit, Apatit, Beryll, Bixbyit-(Mn), Galaxit, Muskovit, Pseudobrookit, Pyroxmangit, Quarz, Rhodonit, Tephroit, Topas und Turmalin auf.
Als häufige Mineralbildung ist Spessartin an vielen Fundorten anzutreffen, wobei bisher (Stand: 2012) rund 1000 Fundorte als bekannt gelten. Neben seiner Typlokalität Wendelberg trat das Mineral in Deutschland unter anderem noch an vielen weiteren Orten im Bayerischen Wald (Arnbruck, Zwiesel), im Steinbruch Klemmbach nahe Schweighof/Badenweiler in Baden-Württemberg, bei Bad Harzburg in Niedersachsen, an mehreren Orten der Eifel in Rheinland-Pfalz und im Harz zwischen Sachsen-Anhalt und Thüringen sowie bei Schneeberg, Königshain und Döbschütz in Sachsen auf.
In Österreich konnte bisher Spessartin vor allem in Kärnten und der Steiermark (Friesach-Hüttenberg, Koralpe), aber auch im niederösterreichischen Waldviertel, den Hohen Tauern in Salzburg und in Osttirol gefunden werden.
In der Schweiz fand sich das Mineral bisher nur an wenigen Orten in den Kantonen Graubünden und Wallis.
Weitere Fundorte liegen unter anderem in Afghanistan, Ägypten, der Antarktis, Argentinien, Australien, Belgien, Bolivien, Brasilien, Bulgarien, Chile, China, Finnland, Frankreich, Ghana, Griechenland, Indien, Italien, Japan, Kanada, Kasachstan, Kirgisistan, Korea, Madagaskar, Marokko, Mosambik, Myanmar, Namibia, Neuseeland, Nigeria, Norwegen, Pakistan, Peru, Polen, Portugal, Rumänien, Russland, Saudi-Arabien, Schweden, Simbabwe, Slowakei, Spanien, Sri Lanka, Südafrika, Taiwan, Tansania, Thailand, Tschechien, Türkei, Ukraine, Ungarn, im Vereinigten Königreich (Großbritannien) und den Vereinigten Staaten von Amerika (USA).
Auch in Gesteinsproben vom Mond konnte Spessartin nachgewiesen werden.

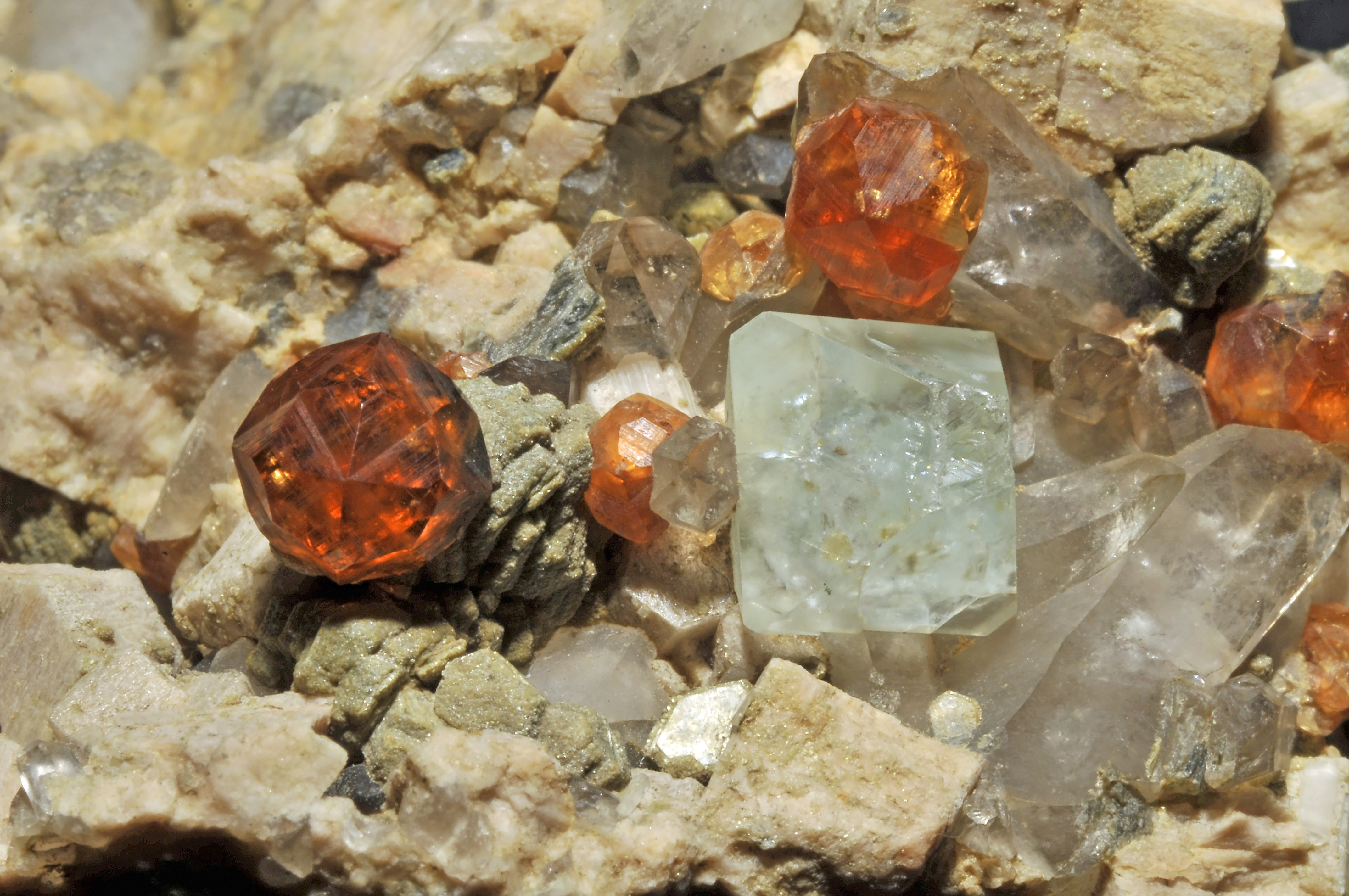
Spessartin (orange) mit Fluorit (hellblau) und Quarz (farblos) auf Orthoklas aus China
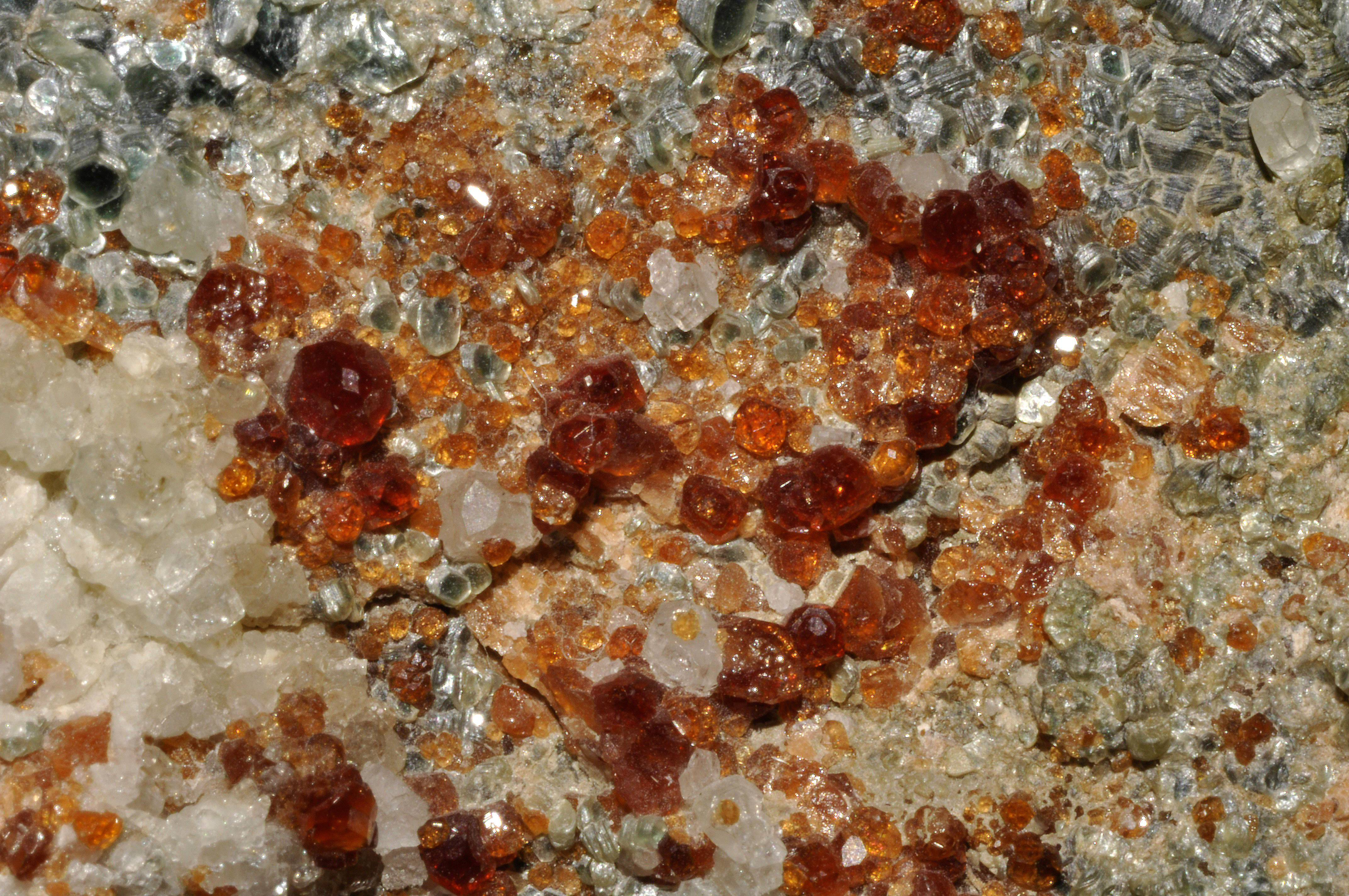
Spessartin (orangerot) und Lepidolith aus Italien
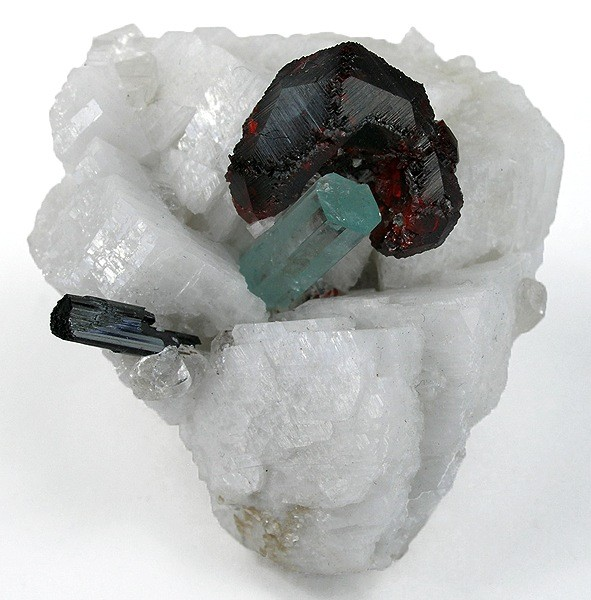
Spessartin (dunkelrot), Aquamarin und Schörl (schwarzer Turmalin) auf Albit aus Pakistan
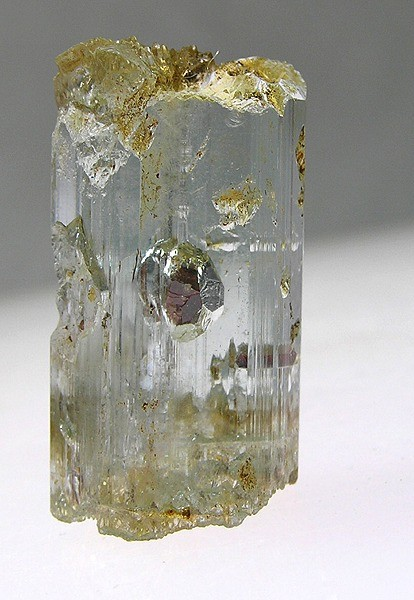
Dunkelroter Spessartin als Einschluss in fast farblosem Beryll aus Pakistan
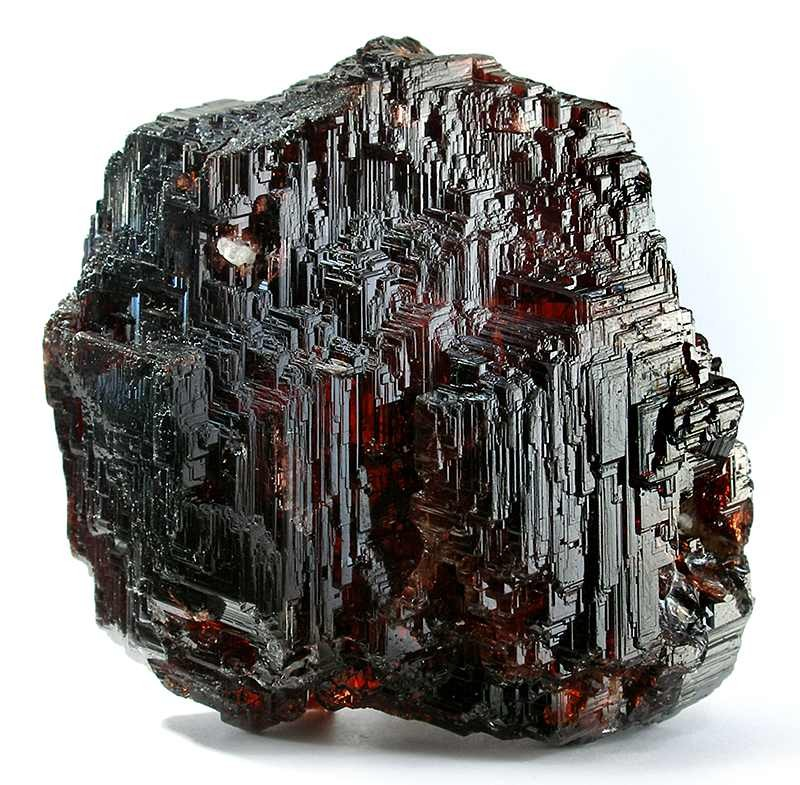
Weinroter Spessartin von ungewöhnlicher Form und Größe (7,5 × 6,5 × 3 cm) aus  Minas Gerais, Brasilien

## Verwendung
Wie die meisten anderen schleifwürdigen Granat-Varietäten findet auch Spessartin vorwiegend als Schmuckstein Verwendung. Je nach Farbausprägung kann er mit Andalusit, Chrysoberyll, Feueropal, Hessonit, Titanit oder Topas verwechselt werden.
Aufgrund der Farbenvielfalt, bedingt durch die weitgehende Mischkristallbildung der Granate, ist man im Edelsteinhandel inzwischen dazu übergegangen, die Granate nicht nach ihrer oft nur schwer bestimmbaren chemischen Zusammensetzung, sondern nach ihrer jeweiligen Farbnuance den einzelnen Granatarten zuzuordnen, die entsprechend nur noch als Farbbezeichnungen dienen. Als Spessartin bzw. alternativ auch als Grossular werden demnach die gelben bis orangen Granate bezeichnet.